# Присваивание
Присва́ивание — механизм связывания в программировании, позволяющий динамически изменять связи имён объектов данных (как правило, переменных) с их значениями. Строго говоря, изменение значений является побочным эффектом операции присваивания, и во многих современных языках программирования сама операция также возвращает некоторый результат (как правило, копию присвоенного значения). На физическом уровне результат операции присвоения состоит в проведении записи и перезаписи ячеек памяти или регистров процессора.
Присваивание является одной из центральных конструкций в императивных языках программирования, эффективно и просто реализуется на фон-неймановской архитектуре, которая является основой современных компьютеров.
В объектно-ориентированных языках программирования семантика присваивания существенно отличается. Например, в языке Kotlin при присваивании происходит копирование объекта, а в языке Rust – перемещение (move-семантика) объекта и старая связка становится недействительной.
В логическом программировании принят другой, алгебраический подход. Обычного («разрушающего») присвоения здесь нет. Существуют только неизвестные, которые ещё не вычислены, и соответствующие идентификаторы для обозначения этих неизвестных. Программа только определяет их значения, сами они постоянны. Конечно, в реализации программа производит запись в память, но языки программирования этого не отражают, давая программисту возможность работать с идентификаторами постоянных значений, а не с переменными.
В чистом функциональном программировании не используются переменные, и явный оператор присваивания не нужен.

## Определение
Общий синтаксис простого присваивания выглядит следующим образом:
```
<
выражение слева
>
 
<
оператор присваивания
>
 
<
выражение справа
>
```

«Выражение слева» должно после вычисления привести к местоположению объекта данных, к целевой переменной, идентификатору ячейки памяти, в которую будет производиться запись. Такие ссылки называются «левосторонними значениями» (англ. lvalue). Типичные примеры левостороннего значения — имя переменной (x), путь к переменной в пространстве имён и библиотеках (Namespace.Library.Object.AnotherObject.Property), путь к массиву с выражением на месте индекса (this.a[i+j*k]), но ниже в данной статье приведены и более сложные варианты.
«Выражение справа» должно обозначать тем или иным способом ту величину, которая будет присвоена объекту данных. Таким образом, даже если справа стои́т имя той же переменной, что и слева, интерпретируется оно иначе — такие ссылки называются «правосторонними значениями» (англ. rvalue). Дальнейшие ограничения на выражение накладывает используемый язык: так, в статически типизированных языках оно должно иметь тот же тип, что и целевая переменная, либо тип, приводимый к нему; в некоторых языках (например, Си или Python) в выражение может входить также другая операция присваивания (a=b=c).
В роли оператора присваивания в языках программирования чаще всего выступают =, := или ←. Но специальный синтаксис может и не вводиться — например, в Tcl:
```
set 
<
целевая_переменная
>
 
<
выражение
>
```

Данная запись эквивалентна вызову функции. Аналогично, в КОБОЛе старого стиля:
```
MULTIPLY 2 BY 2 GIVING FOUR.
```

### Алгоритм работы
- Вычислить левостороннее значение первого операнда. На этом этапе становится известным местонахождение целевого объекта, приёмника нового значения.
- Вычислить правостороннее значение второго операнда. Этот этап может быть сколь угодно большим и включать другие операторы (в том числе присвоения).
- Присвоить вычисленное правостороннее значение левостороннему значению. Во-первых, при конфликте типов должно быть осуществлено их приведение (либо выдано сообщение об ошибке ввиду его невозможности). Во-вторых, собственно присваивания значения в современных языках программирования может быть подменено и включать не только перенос значений ячеек памяти (например, в «свойства» объектов в C#, перегрузка операторов).
- Возвратить вычисленное правостороннее значение как результат выполнения операции. Требуется не во всех языках (например, не нужно в Паскале).

### Обозначение
Выбор символа присваивания является поводом для споров разработчиков языков. Существует мнение, что использование символа = для присвоения запутывает программистов, а также ставит сложный для хорошего решения вопрос о выборе символа для оператора сравнения.
Так, Никлаус Вирт утверждал:

Общеизвестным плохим примером является выбор знака равенства для обозначения присваивания, восходящий к языку Fortran в 1957 году и слепо повторяемый до сих пор массой разработчиков языков. Эта плохая идея низвергает вековую традицию использования знака «=» для обозначения сравнения на равенство, предиката, принимающего значения «истина» или «ложь». Но в Fortran этот символ стал обозначать присваивание, принуждение к равенству. В этом случае операнды находятся в неравном положении: левый операнд, переменная, должен быть сделан равным правому операнду, выражению. Поэтому x = y не означает то же самое, что y = x.
Оригинальный текст (англ.)A notorious example for a bad idea was the choice of the equal sign to denote assignment. It goes back to Fortran in 1957 and has blindly been copied by armies of language designers. Why is it a bad idea? Because it overthrows a century old tradition to let “=” denote a comparison for equality, a predicate which is either true or false. But Fortran made it to mean assignment, the enforcing of equality. In this case, the operands are on unequal footing: The left operand (a variable) is to be made equal to the right operand (an expression). x = y does not mean the same thing as y = x.

Реализацией этой позиции Вирта можно считать то, что в языке Паскаль, автором которого он является, оператором присваивания является :=, в то время как для сравнения используется просто =.
Выбор символа оператора равенства в языке при использовании = как присваивания решается:
- Введением нового символа языка для оператора проверки равенства.

Запись равенства в Си == является источником частых ошибок из-за возможности использования присваивания в управляющих конструкциях, но в других языках проблема решается введением дополнительных ограничений.
- Использованием этого же символа значение определяется в зависимости от контекста.

Например, в выражении языка ПЛ/1:
```
А = В = С	
```

переменной А присваивается булевское значение выражения отношения В = С. Такая запись приводит к снижению читабельности и редко используется.

### Семантические особенности
Далеко не всегда «интуитивный» (для программистов императивных языков) способ интерпретации присваивания является единственно верным и возможным.
По используемому синтаксису в императивных языках не всегда возможно понять, как реализуется семантика присваивания, если это явно не определено в языке.
Например, в языке Форт перед присваиванием значение и адрес переменной должны попасть в стек данных и это может быть сделано задолго до выполнения собственно присваивания.
Пример:
```
\ Определение переменной AAA и следующей строкой присваивание ей значения 10
VARIABLE AAA
10 AAA !
```

То же самое немного иначе:
```
10
VARIABLE AAA
AAA !
```

#### Неоднозначность
Рассмотрим пример:
```
X = 2 + 1
```

Это можно понять как «результат вычисления 2+1 (то есть 3) присваивается переменной X» или как «операция 2+1 присваивается переменной X». Если язык статически типизирован, то двусмысленности нет, она разрешается типом переменной X («целое число» или «операция»). В языке Пролог типизация динамическая, поэтому существуют две операции присвоения: is — присвоение эквивалентного значения и = — присвоение образца. В таком случае:
```
X is 2 + 1, X = 3
X = 2 + 1, X = 3
```

Первая последовательность будет признана верной, вторая — ложной.

#### Текст
При работе с объектами больших размеров и сложной структуры многие языки используют так называемую «семантику ссылок». Это означает, что присвоения в классическом смысле не происходит, но считается, что значение целевой переменной располагается на том же месте, что и значение исходной. Например (Python):
```
a = [1, 2, 3]
b = a
a[1] = 1000
```

После этого b будет иметь значение [1, 1000, 3] — просто потому, что фактически его значение — это и есть значение a. Число ссылок на один и тот же объект данных называется его мощностью, а сам объект погибает (уничтожается или отдаётся сборщику мусора), когда его мощность достигает нуля. Языки программирования более низкого уровня (например, Си) позволяют программисту явно управлять тем, используется семантика указателей или семантика копирования.

#### Подмена операции
Многие языки предоставляют возможность подмены смысла присвоения: либо через механизм свойств, либо через перегрузку оператора присвоения. Подмена может понадобиться для выполнения проверок на допустимость присваиваемого значения или любых других дополнительных операций. Перегрузка оператора присвоения часто используется для обеспечения «глубокого копирования», то есть копирования значений, а не ссылок, которые во многих языках копируются по умолчанию.
Такие механизмы позволяют обеспечить удобство при работе, так для программиста нет различия между использованием встроенного оператора и перегруженного. По этой же причине возможны проблемы, так как действия перегруженного оператора могут быть абсолютно отличны от действий оператора по умолчанию, а вызов функции не очевиден и легко может быть принят за встроенную операцию.

## Расширенные конструкции

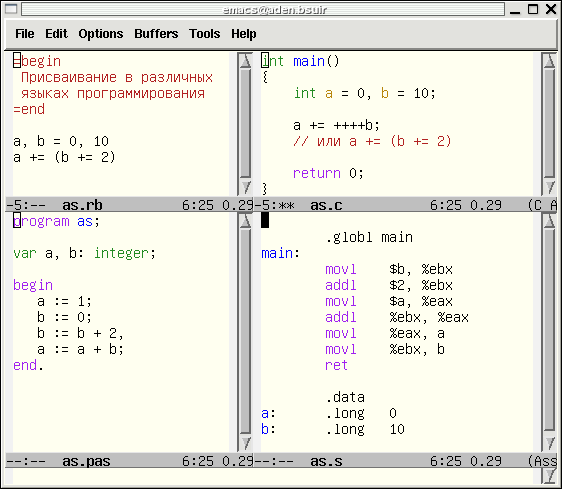
Конструкции присвоения в различных языках программирования

Поскольку операция присвоения является широко используемой, разработчики языков программирования пытаются разработать новые конструкции для упрощённой записи типичных операций (добавить в язык так называемый «синтаксический сахар»). Кроме этого, в низкоуровневых языках программирования часто критерием включения операции является возможность компиляции в эффективный исполняемый код. Особенно известен данным свойством язык Си.

### Множественные целевые объекты
Одной из альтернатив простого оператора является возможность присвоения значения выражения нескольким объектам. Например, в языке ПЛ/1 оператор
```
SUM, TOTAL = 0
```

одновременно присваивает нулевое значение переменным SUM и TOTAL. В языке Ада присвоение также является оператором, а не выражением, поэтому запись множественного присвоения имеет вид:
```
SUM, TOTAL: Integer := 0;
```

Аналогичное присвоение в языке Python имеет следующий синтаксис:
```
sum = total = 0
```

В отличие от ПЛ/1, Ады и Python, где множественное присвоение считается только сокращённой формой записи, в языках Си, Лисп и других данный синтаксис имеет строгую основу: просто оператор присвоения возвращает присвоенное им значение (см. выше). Таким образом, последний пример — это на самом деле:
```
sum = (total = 0)
```

Строчка такого вида сработает в Си (если добавить точку с запятой в конце), но вызовет ошибку в Python.

### Параллельное присваивание
Некоторые языки, например, Ruby и Python, поддерживают расширенный синтаксис присвоения, который называется параллельным присвоением:
```
a
,
 
b
 
=
 
1
,
 
11

```

Считается, что такое присвоение выполняется одновременно и параллельно, что позволяет коротко реализовать с помощью такой конструкции операцию обмена значений двух переменных.
| Запись с использованием параллельного присваивания | «Традиционное» присвоение: требует дополнительной переменной и трёх операций | «Экономное» присвоение: не требует дополнительной переменной, но также содержит три операции | Еще более «экономное» присвоение: не требует дополнительной переменной, работает с битовыми операциями |
| -------------------------------------------------- | ---------------------------------------------------------------------------- | -------------------------------------------------------------------------------------------- | --- |
| a, b = b, a                                        | t = a a = b b = t                                                            | a = a + b b = a - b a = a - b                                                                | a ^= b b ^= a a ^= b                                                                                   |

Предпоследний вариант с арифметическими операциями небезопасен в языках программирования или на процессорах, которые проверяют результат на переполнение.
Последний вариант работает только с типами, поддерживающими битовые операции (например, для double компилятор языка C# не позволит обменять значения переменных таким способом).
Некоторые языки (например, PHP) имеют конструкции, позволяющие сымитировать параллельное присваивание:
```
list
(
 
$a
,
 
$b
 
)
 
=
 
array
(
 
$b
,
 
$a
 
);

```

### Условные целевые объекты
Некоторые языки программирования, например, C++, допускают использование в операторах присвоения условных целевых объектов. Например, выражение:
```
(
 
flag
 
?
 
count1
 
:
 
count2
 
)
 
=
 
О
;

```

присвоит значение 0 переменной count1, если flag==true, и count2, если flag==false.
Другой вариант условного присваивания (Руби):
```
a
 
||=
 
10

```

Данная конструкция присваивает переменной a значение только в том случае, если значение ещё не присвоено или равно false.

### Составные операторы
Составной оператор присваивания позволяет сокращённо задавать часто используемую форму присвоения. С помощью этого способа можно сократить запись присвоения, при котором целевая переменная используется в качестве первого операнда в правой части выражения, например:
```
а
 
=
 
а
 
+
 
b

```

Синтаксис составного оператора присваивания языка Си представляет собой объединение нужного бинарного оператора и оператора =. Например, следующие записи эквивалентны
| sum += value; | sum = sum + value; |

В языках программирования, поддерживающих составные операторы (C++, C#, Python, Java и др.), обычно существуют версии для большинства бинарных операторов этих языков (+=, -=, &= и т. п.).

### Унарные операторы
В языках семейства Си существуют четыре унарных (то есть принимающих один аргумент) арифметических оператора для увеличения и уменьшения чисел на единицу: два оператора «++» и два — «--». Операторы могут записываться перед операндом (префиксные) или после него (постфиксные или суффиксные). Префиксные и постфиксные операторы отличаются порядком вычислений. Префиксные операторы изменяют число на единицу и возвращают изменённое число. Постфиксные операторы сохраняют число во временной переменной, изменяют исходное число и возвращают значение временной переменной.
Пример использования оператора ++:
| Увеличение значения переменной на единицу | Эквивалентная запись |
| ----------------------------------------- | -------------------- |
| count ++;                                 | count = count + 1;   |

Хоть это и не выглядит присваиванием, но таковым является. Результат выполнения приведённого выше оператора равнозначен результату выполнения присваивания.
Операторы «++» называются операторами инкремента, а операторы «--» — операторами декремента. Операторы часто используются в языке C при работе с указателями и индексами массивов.

## Реализация
Работа современных компьютеров состоит из считываний данных из памяти или устройства в регистры, выполнения операций над этими данными и записи в память или устройство. Основной операцией здесь является пересылка данных (из регистров в память, из памяти в регистр, из регистра в регистр). Соответственно, она выражается напрямую командами современных процессоров. Так, для архитектуры x86 (все нижеприведённые команды относятся также к данной архитектуре) это операция mov и её разновидности для пересылки данных различных размеров. Операция присваивания (пересылка данных из одной ячейки памяти в другую) практически непосредственно реализуется данной командой. Вообще говоря, для выполнения пересылки данных в памяти требуется две инструкции: перемещение из памяти в регистр и из регистра в память, но при использовании оптимизации в большинстве случаев количество команд можно сократить.
| movl -4(%ebp), %eax movl %eax, 8(%ebp) Пример кодогенерации (GCC), две инструкции для присваивания |